# プランクトン
プランクトン (plankton) あるいは浮遊生物 (浮游生物、ふゆうせいぶつ) は、水生生物の生活型の一つである。
1887年にドイツの海洋生物学者ヴィクトル・ヘンゼンによって、漂流する者という意味のギリシア語πλανάω（planáō）から命名された。

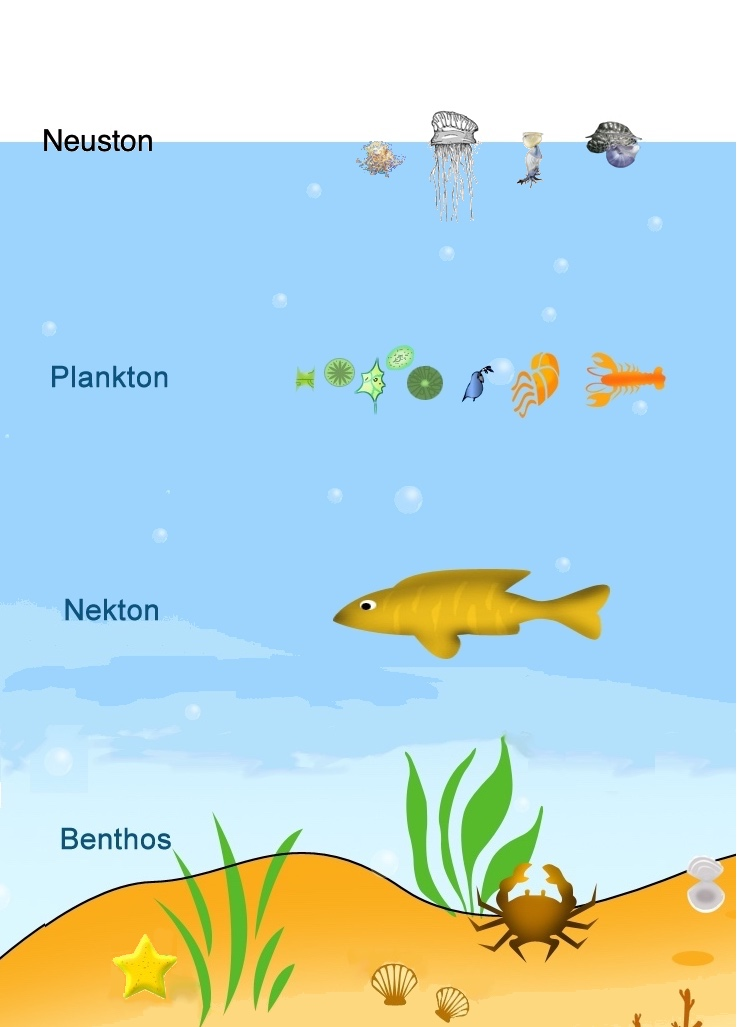
水生生物の生活型。上から水表生物(Neuston)、浮遊生物(Plankton)、遊泳生物(Nekton)、底生生物(Benthos)。

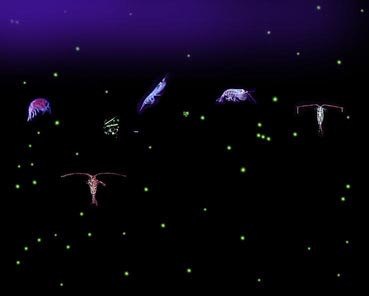
プランクトンのモンタージュ写真

## 一般的特徴
水中や水面といった漂泳区を漂って生活する漂泳生物（ペラゴス）のうち、水流に逆えるに足る遊泳能力を持たない生物の総称である。様々な分類群に属する生物を含む。微小なものが多く、生態系において生態ピラミッドの下層を構成する重要なものである。例としてミジンコやミドリムシ、アオミドロなどが挙げられる。

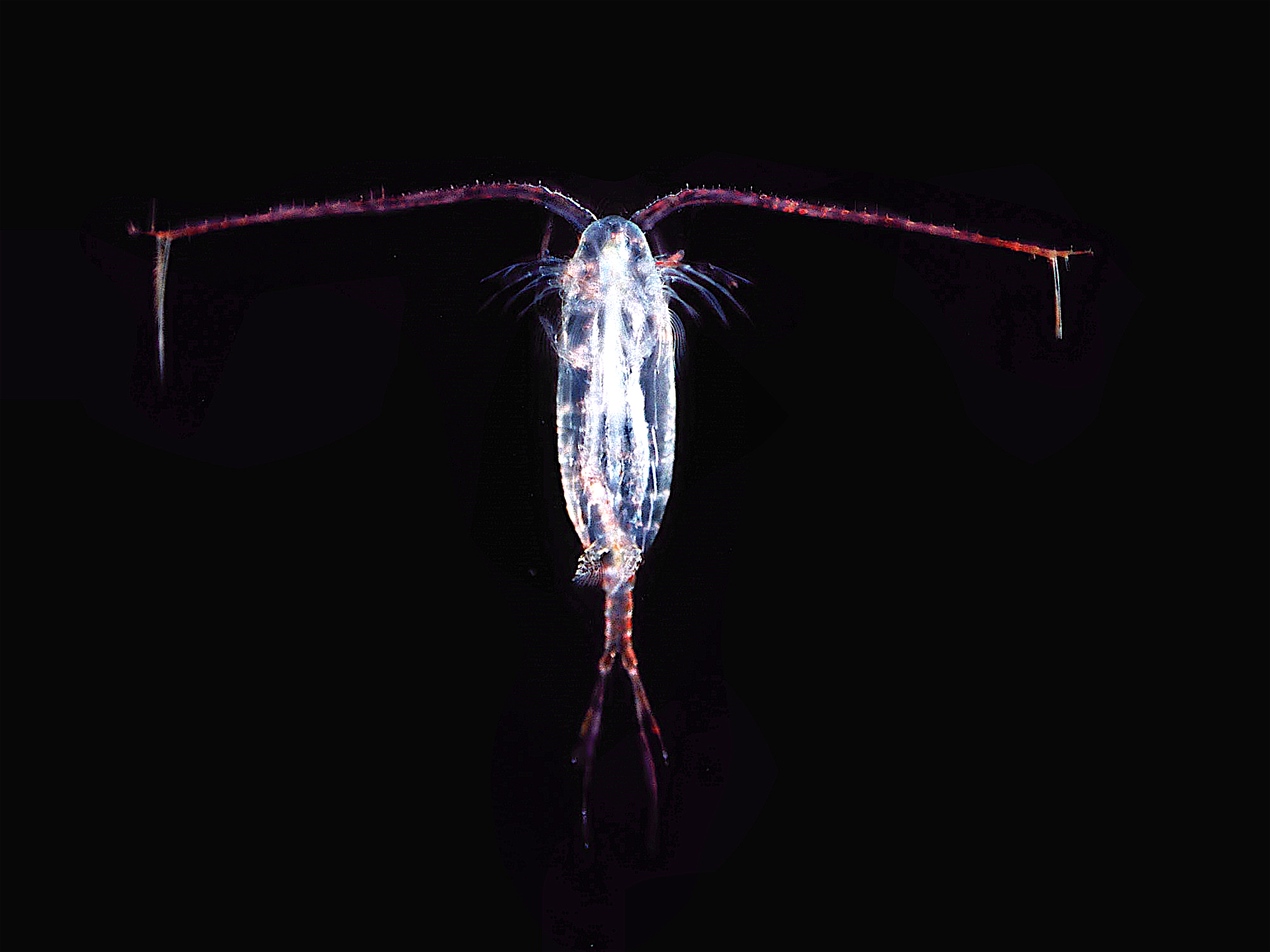
代表的な小型甲殻類であるカイアシ類（おそらくNeocalanus属の一種）

プランクトンとは浮遊生物のことであり、水中を漂って生活する生物を指す言葉である。ケイソウや小型甲殻類、クラゲ、魚類の幼生など、様々な分類群に属する生物を含む。遊泳能力を全く持たないか、あるいは遊泳能力があっても水流に逆らう力が軽微であったり比較的小型の生物であるため結果的に漂うことになる生物が大部分である。
あくまでも「浮遊者」という概念なので、大型の生物でもクラゲなど遊泳能力が非常に低いものも含まれる。また、幼生時は漂泳生物でありながら成体は遊泳生物となる一部の魚類、幼生時は遊泳生物でありながら成体は漂泳生物となる浮遊性のサルパの一族等、成長に従って遊泳生物（ネクトン）とプランクトンとの間を行き来する生物も存在する。しばしば水生の微細な動物や藻類などの微生物をプランクトンと称することがあるが、付着生活など水底における生活をするものは後述のベントスに相当し、定義的にはこうしたものにプランクトンの名称を当てることは厳密に言えば誤りである。しかし、プランクトン図鑑など、特に淡水では便宜的に両者を混用することが多い。

### 生活の型による類型
プランクトンとは、水生生物を生活型で分けた場合の、浮遊生物に対する名前である。これに対し、水流に逆らって遊泳できる生物をネクトン (nekton) 、あるいは遊泳生物、水底で生活する生物をベントス (benthos) 、あるいは底生生物と呼ぶ。また、水面の直上または直下に生活するものをニューストン (neuston) という。
ただし、これらの分類はあくまで便宜的なもので、実際の生物に完全に適用できるものではない。例えば甲殻類のオキアミ類の遊泳力はプランクトンとネクトンの中間程度であり、マイクロネクトンと呼ばれる。また一部のカイアシ類やアミなど、日中は海底直上にとどまり，夜間は水中に泳ぎ出す（日周鉛直運動）という半プランクトン半ベントス的な生活をするものある。ネクトベントス、プランクトベントスなどの中間概念としてのカテゴリー分けも使われている。
また、これらの区分は、生物種の生活史全体を通じて不変のものではない。例えば、エビ・カニ・ヒトデ・カイメン・イソギンチャクなどの多くは幼生期にプランクトン生活を送るが、成長と共に水底で生活するベントスになり、魚類の多くも卵から孵化した後の幼生期はプランクトンであるが、成長と共に遊泳能力が発達しネクトンとなる。このようなものは、幼生プランクトンとも呼ばれる。
後述のように、プランクトンは採集の方法が古くから確立されており、遊泳生物や底生生物より徹底した採集がたやすい。そのためもあり、幼生がプランクトンとして成体より先に発見された例や、幼生であると考えられているものの、成体が判明していない例もある。

## 分類
プランクトンは分類学的単位ではなく、生活の類型による分類である。門や綱のレベルで分類群を挙げてゆけば、恐らくほとんど全ての分類群が含まれる。
プランクトンをさらに分ける方法もいくつかある。
栄養摂取の形式による分類
一般に光合成を行なうものを植物プランクトン(Phytoplankton)、摂食によるものを動物プランクトン(Zooplankton)という。しかし、渦鞭毛藻類などで、色素を持たずバクテリアなどの粒子をもっぱら摂食するものや、色素を持ち光合成を行う一方で摂餌も行うものもある。また、水中の細菌群を細菌プランクトン(Bacterioplankton）と呼ぶこともある。
生活史による分け方
生活史の一部をプランクトンとして過ごすものを一時プランクトン(Meroplankton)、生活史のほぼ全てをプランクトンとして過ごすものを終生プランクトン(Holoplankton)という。海産無脊椎動物には卵と幼生の時期をプランクトンとして過ごすものが多い。
大きさによる分け方
メガプランクトン(Megaplankton：>20cm)、マクロプランクトン(Macroplankton：2-20cm)、メソプランクトン(Mesoplankton：0.2-20mm)、マイクロプランクトン(Microplankton：20-200μm)、ナノプランクトン(Nanoplankton：2-20μm)、ピコプランクトン(Picoplankton：0.2-2μm)、フェムトプランクトン(Femtoplankton：<0.2μm) と大きさにより区分される。
その他
ゼリー状の体をもつゼラチン質動物プランクトンと甲殻で覆われた甲殻類プランクトン（甲殻類プランクトン）

## 役割
小型のプランクトンは、水界の生態系を構成する食物連鎖の下位に位置し、魚類やクジラなど、より大型の動物の餌として重要な役割を担っている。特に海底が深くにある海洋では、生産者の位置にあるのが植物性プランクトンである。他方で、水中においては排泄物や分解産物も水中を浮遊し、デトリタスのような形で分解の過程を経るから、分解者としてその経路に関わるものもやはりプランクトンである。
また、有孔虫や円石藻のように石灰質の、あるいはケイ藻や放散虫のようにケイ酸質の骨格を持つものもある。それらは深海底における堆積物の大きな部分を占め、堆積岩を形成する例もある。白亜はその典型的な例である。
小型のものでも、量的には大きく多量に漁獲できる場合には、水産物としても利用される（イサザアミ、オキアミ、シラスなど）。富栄養化によって植物プランクトンが大量発生する現象は赤潮、アオコと呼ばれ、生態系に大きな影響を与える。

## 採集
プランクトンの採集には、プランクトンネットが使われることが多い。古典的なプランクトンネットは、丈夫な丸い枠に目の細かい円錐形または円筒円錐形の網をつけたもので、先端にはサンプル採取用のガラス瓶がつく。これを手やボートで引っ張るなどして採集するものである。目的に応じて目合い（メッシュサイズ）を使い分ける。伝統的に0.33mmを動物目合い、0.1mmを植物目合いとしてきたが、近年では0.33mmでは主要なカイアシ類が抜けるために、動物プランクトンの採集にも0.1mmを使うことが多い。
藻類や微小動物プランクトンの採集には、現在では採水法を使うのが一般的である。採水法では、海水を1L、2Lなどと定量的に採集し、プランクトンを海水ごと固定して沈殿濃縮し、顕微鏡で同定・計数を行う。また、目的によっては10µm、2µm、0.2µmなどのフィルターを使って濃縮し、フィルターを光学顕微鏡や蛍光顕微鏡で観察することもある。藻類については、同定をせず、グラスファイバーフィルターで生海水を濾過して、アセトンやメタノール、ジメチルホルムアミドなどで抽出し、吸光度または蛍光を測定してクロロフィルなどの色素量のみを定量することもある。